# Jeffrey Donaldson

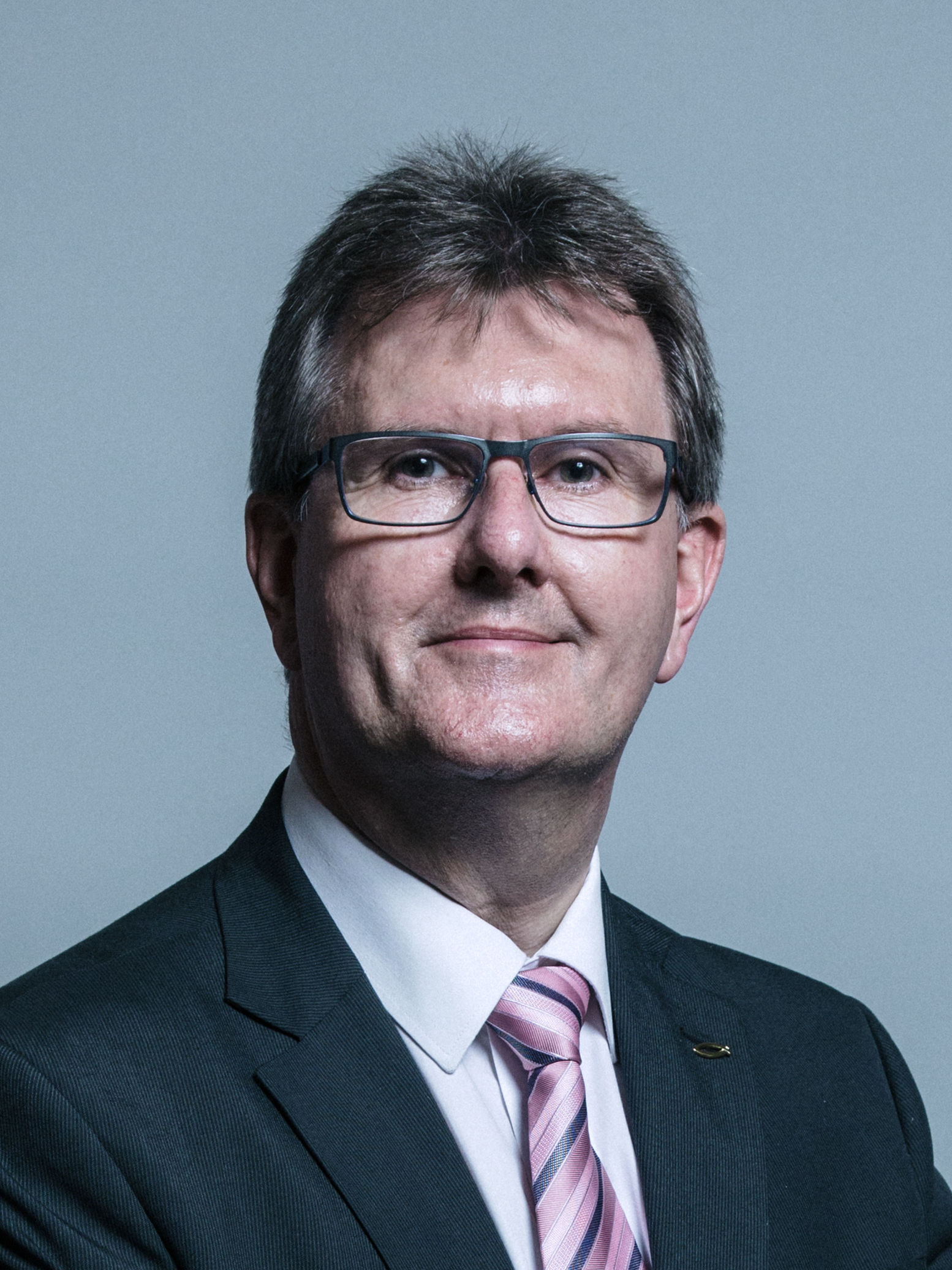
Jeffrey Donaldson

Sir Jeffrey Mark Donaldson (* 7. Dezember 1962 in Kilkeel, Vereinigtes Königreich) ist ein britischer Politiker aus Nordirland. Er ist sein 1997 Mitglied für den Wahlkreis Lagan Valley im House of Commons und dort zwischen 2019 und 2024 Führer der Democratic Unionist Party (DUP). Zwischen 2021 und 2024 war er auch Parteivorsitzender der DUP.

## Leben
Donaldson begann seine politische Karriere Ulster Unionist Party und wurde für sie im Jahr 1985 im Alter von 22 Jahren in die Northern Ireland Assembly gewählt. Während des Nordirlandkonflikts war er Ulster Defence Regiment und gehört auch dem Oranier-Orden an. Bei der Unterhauswahl 1997 wurde er für den Wahlkreis Lagan Valley ins House of Commons gewählt. Bei den Verhandlungen für das spätere Karfreitagsabkommen führte er eine Gruppe an, die die Friedensgespräche auf Grund der verhandelten Freilassung von republikanischen und unionistischen Gefangenen verließ. Daraufhin stand er in fortwährenden Auseinandersetzungen mit dem Parteivorsitzenden David Trimble. Im Jahr 2003 verließ er die Partei und schloss sich im Januar 2004 der Democratic Unionist Party an. Im Jahr 2007 wurde er in den Privy Council berufen. Im Jahr 2016 wurde er zum Knight bachelor ernannt. Nachdem Edwin Poots als Parteivorsitzender im Jahr 2021 zurückgetreten war, wurde er dessen Nachfolger. Er verblieb im britischen Parlament und verantwortete im Februar 2022 nach Streit um das Protokoll zu Nordirland das Verlassen der nordirischen Regierung. Nachdem die DUP bei der folgenden Wahl erstmals den Status der stärksten politischen Partei in Nordirland verloren hatte, blieb der Boykott bestehen. Erst im Februar 2024 führte er seine Partei zurück in die Regierung, überließ jedoch Emma Little-Pengelly die Rolle des Deputy First Ministers. Am 29. März 2024 trat er nach einer Anklage auf Grund von früheren sexuellen Vergehen von seinem Partei-Posten zurück.